# 멕시카나 항공
멕시카나 항공(스페인어: Compañía Mexicana de Aviación, S.A. de C.V.)은 라틴아메리카에서 가장 큰 항공사로 당시 아메리카와 카리브해 노선 등 총 50개 이상의 도시에 취항했다. 다른 이름으로 멕시코 항공이라고 부르며 허브 공항은 캉쿤 국제공항, 과달라하라 국제공항, 멕시코시티 국제공항이 있다.

## 역사
1921년에 설립했다. 세계에서 4번째로 세워졌으며 북아메리카에서 가장 오래 되었다. 스페인어로 메히카나 항공으로 불리며 국내에서는 멕시카나 항공으로 알려져 있다. 아에로멕시코와 함께 멕시코를 대표하는 양대 항공사로 회사를 세운 이들은 미국 출신인 조지 릴(영어: George Rihl), 윌리엄 맬로리(영어: William Mallory), 파이퍼(영어: R.G.Piper), 칼 슐랫(영어: Carl V. Schlaet)이 세웠다. 설립 초기 초기에 화물 운송을 주력으로 비행기를 운항했다가 1928년 멕시코시티와 툭스판, 탐피코를 연결하는 첫 정기 국내선 노선을 신설했다. 1936년에 최초로 미국 로스앤젤레스에 취항했으며 1940년대에 쿠바의 수도인 아바나에 취항했다. 1950년대에 기종이 추가되면서 더글러스 DC-6 기종을 도입했다. 1960년대에 드 하빌랜드 DH.106 코멧과 보잉 727 기종을 도입해 미국 노선에 취항했으나 회사는 파산에 직면하게 되면서 1968년 멕시코가 외국인 소유 제한에 관한 법을 만들면서 이들의 소유권이 멕시코 정부로 넘어갔다. 1981년 3대의 맥도넬더글러스 DC-10-15 기종을 도입해 유럽과 북아메리카 노선에 취항했다. 1984년에 본사 빌딩이 완공되면서 멕시코시티로 이전되었다. 1990년대에 포커 100, 보잉 757 기종을 도입했다. 2000년에 항공 동맹인 스타 얼라이언스에 가입했으나 유나이티드 항공과 공동운항 마찰로 인해 2003년에 탈퇴했으며 같은 해 보잉 767 기종을 도입했다. 그러나 멕시코 항공 산업 규제가 완화되면서 경쟁에 밀리게 되었다. 특히 볼라리스 항공과 인터제트등 멕시코의 저가 항공사들이 시장 점유율을 높이면서 경영난에 빠졌다. 그로 인해 시장 점유율은 2005년 32%에서 2009년 22%까지 떨어졌다. 반면 두 저가 항공사의 시장 점유율은 2010년 22%까지 치고 올라왔다. 2006년 미국의 시애틀과 디트로이트 국제선 정기 노선을 신설했지만 2009년 신종플루의 유행으로 여행객이 줄어들고 유가 상승과 세계 금융위기 등 악재가 겹쳤다. 2009년 11월에 항공 동맹인 원월드에 가입했지만 경영난이 지속되면서 2010년 8월 4일 법원에 파산보호 신청을 했고, 8월 28일부터 운항을 무기한 중단한다고 발표했다. 같은 해 10월 1일에는 원월드 제휴가 전면 중단됐다.

## 운항 노선
- 2010년 기준으로 당시 멕시카나 항공은 다음과 같은 노선을 운항하고 있었다.

### 코드쉐어 협정
- 멕시카나 항공은 자회사인 멕시카나 클릭, 멕시카나 링크, 원월드 회원과 코드쉐어 협정을 체결했다.[2]

| - 아에로마르 - 아에로멕시코 (스카이팀) - 에어캐나다 (스타 얼라이언스) - 에어 뉴질랜드 (스타 얼라이언스) - 아비앙카 항공 (스타 얼라이언스) - 콘도르 - 루프트한자 (스타 얼라이언스) |

## 보유 기종

### 퇴역 기종
- 1921 스탠다드 J1
- 1927 커티스 로빈
- 1928 스타어맨 75
 페어차일드 71
 페어차일드 FC-2
 트래블 에어 6000
- 1929 포드 트리모토 5-AT-B
 포커 F-VII
- 1930 포커 F-10A
- 1934 록히드 모델 9 오리온
- 1935 록히드 일렉트라 10E
- 1937 더글러스 DC-2
- 1941 세스나 T-50
- 1943 보잉 247
- 1944 더글러스 DC-3
- 1946 더글러스 DC-4
- 1950 더글러스 DC-6
- 1956 페어차일드 C-82 파켓
- 1957 더글러스 DC-7
- 1960 드 하빌랜드 코멧 IVC
- 1966 보잉 727-100
- 1970 보잉 727-200
- 1981 맥도널 더글러스 DC-10-15
- 1991 에어버스 A320
- 1992 포커 100
- 1993 더글러스 DC-8-71F
- 1995 보잉 757-200
- 1998 에어버스 A319
- 2004 보잉 767-300ER
- 2005 에어버스 A318
- 2008 보잉 767-200ER
- 2008 에어버스 A330-200

## 사건 및 사고
- 멕시카나 항공 704편
- 멕시카나 항공 940편

## 같이 보기
- 원월드

## 사진

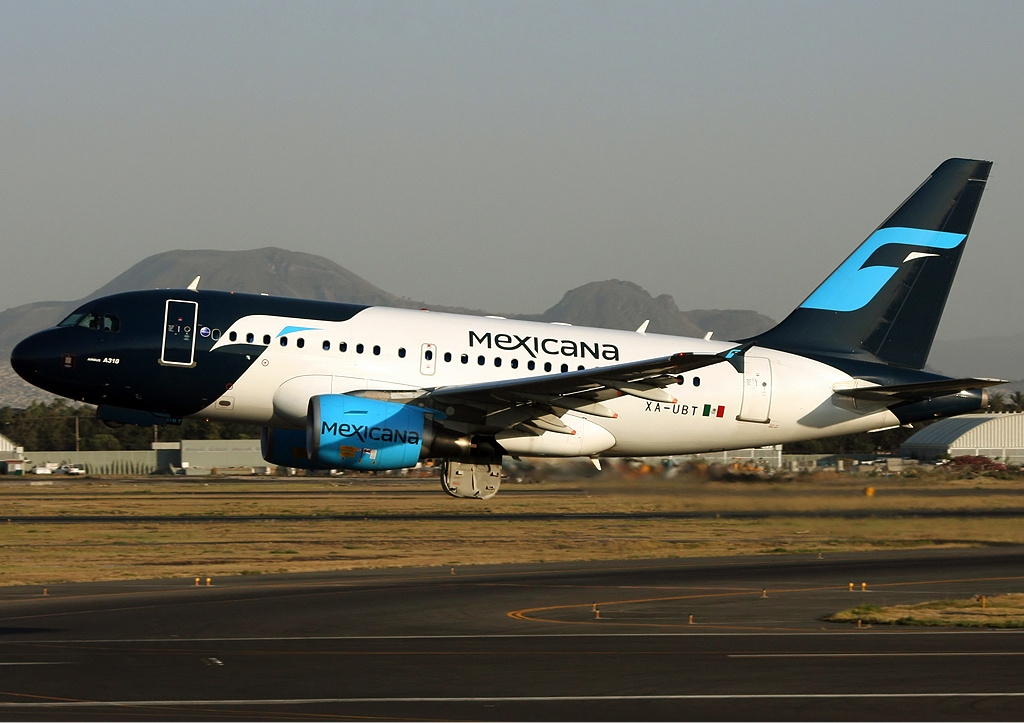
멕시카나 항공의 에어버스 A318-100 (퇴역)
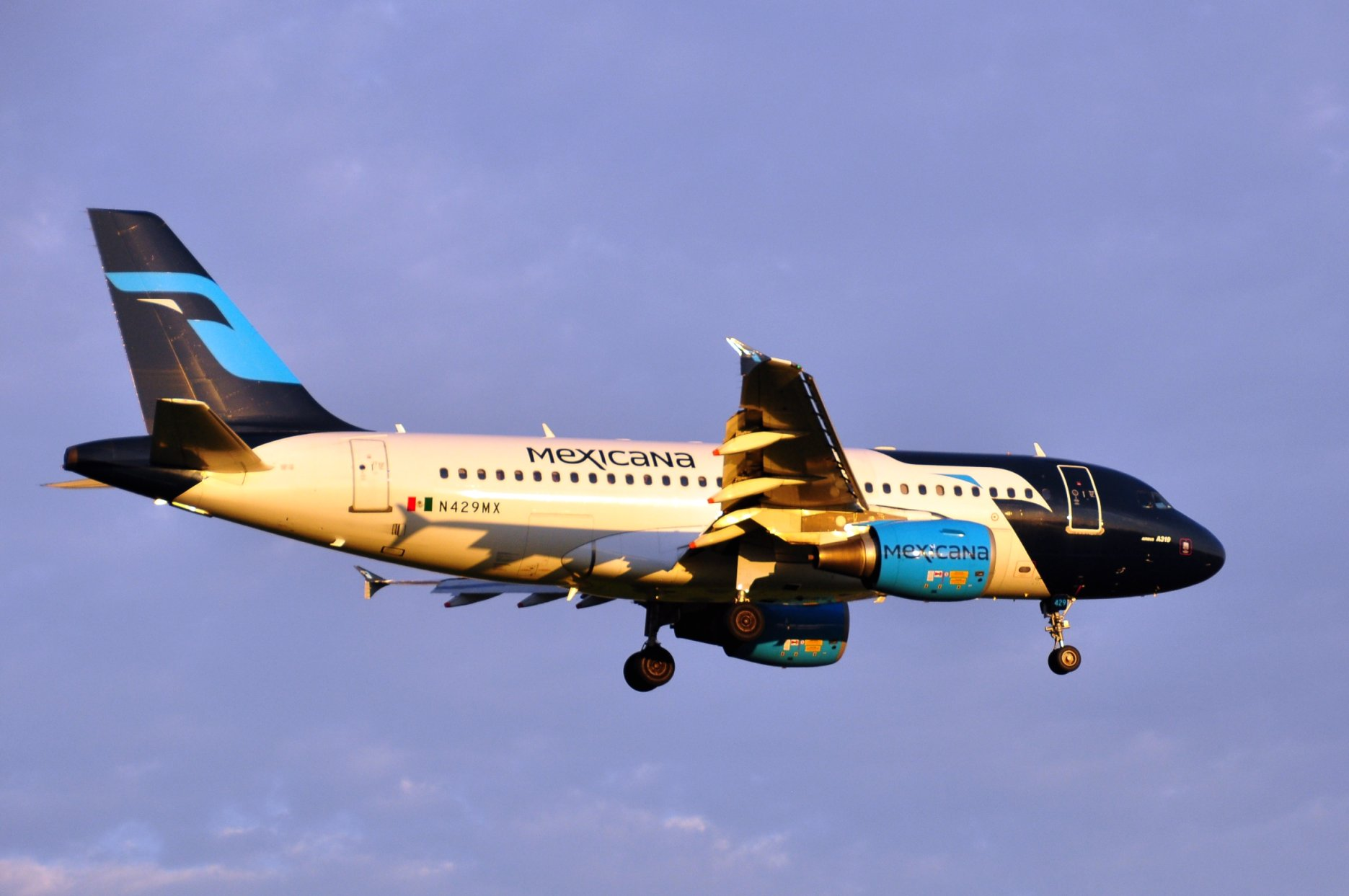
멕시카나 항공의 에어버스 A319-100 (퇴역)
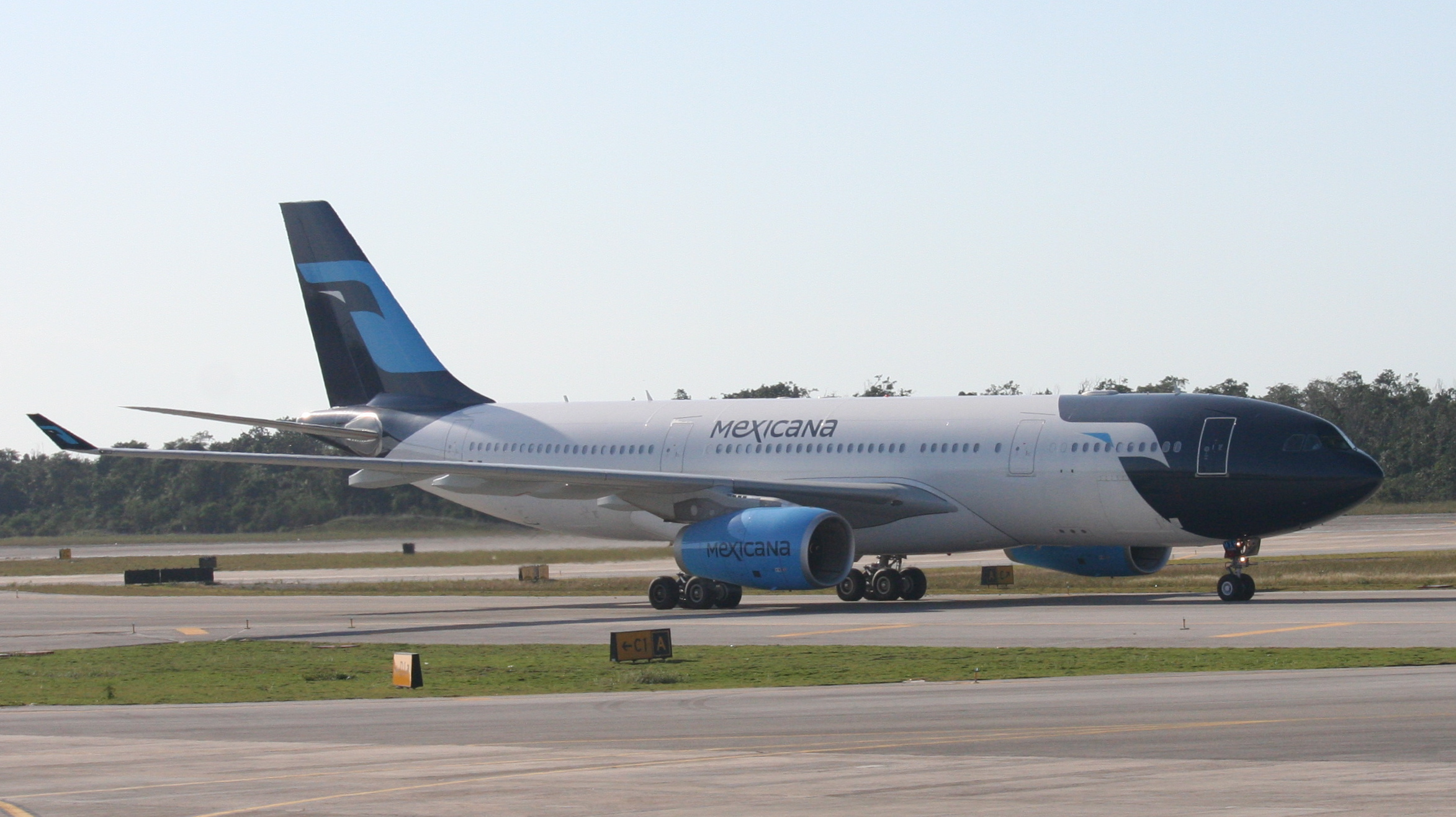
멕시카나 항공의 에어버스 A330-200 (퇴역)
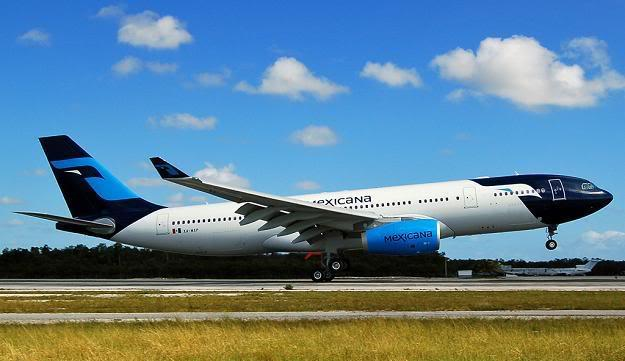
멕시카나 항공의 에어버스 A330-200 (퇴역)
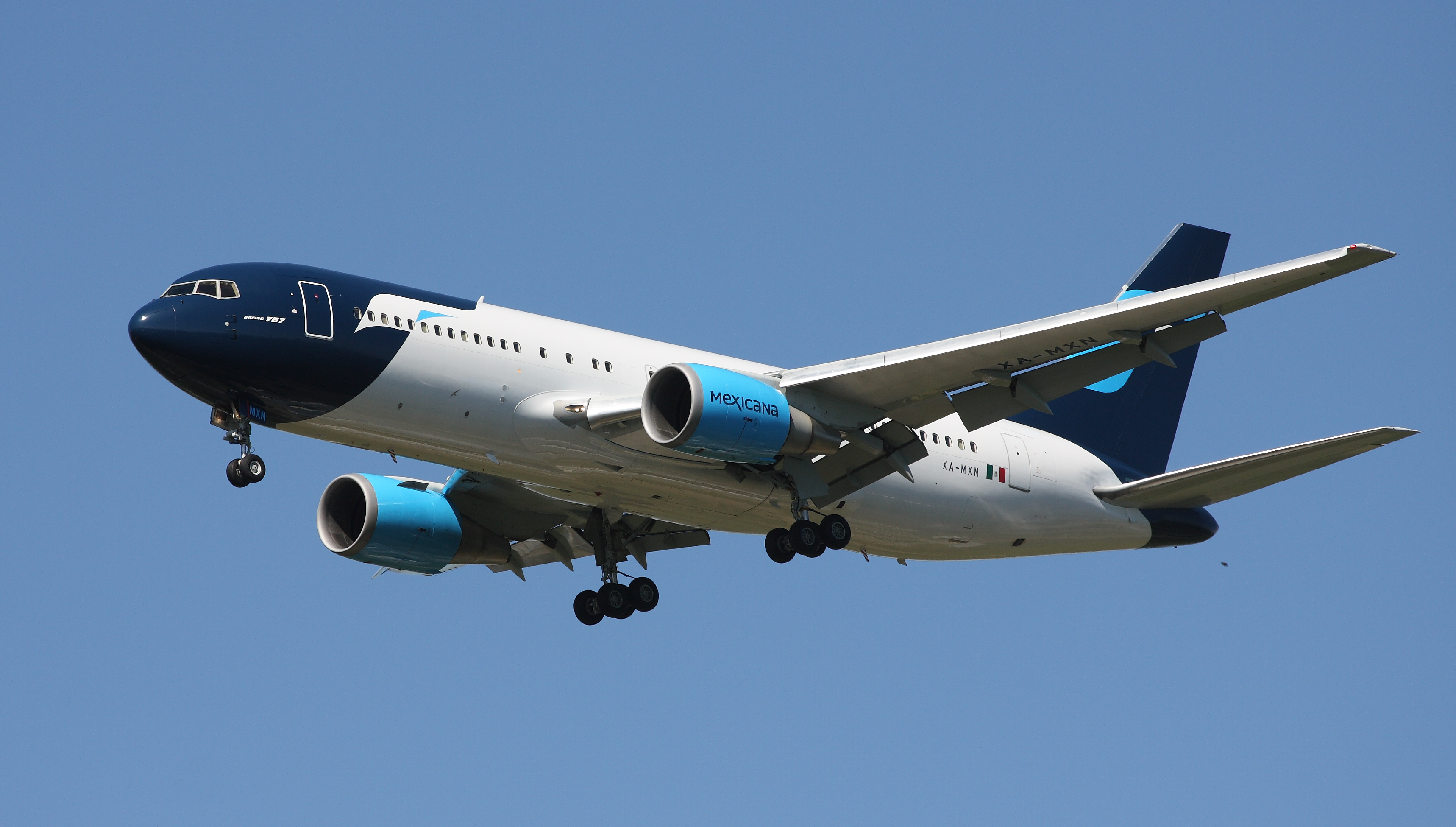
멕시카나 항공의 보잉 767-300ER (퇴역)